# Martin Gächter
Martin Gächter (ur. 11 listopada 1939 w Bazylei) – szwajcarski duchowny katolicki, biskup pomocniczy Bazylei w latach 1987–2014.

## Życiorys
Święcenia kapłańskie otrzymał 28 czerwca 1967.

## Episkopat
3 lutego 1987 papież Jan Paweł II mianował go biskupem pomocniczym diecezji Bazylea, ze stolicą tytularną Betagbarar. Sakry biskupiej udzielił mu 28 maja 1987 bp Otto Wüst.
22 grudnia 2014 papież Franciszek przyjął jego rezygnację z pełnionego urzędu złożoną ze względu na wiek.